# Вата (галерея)
«Вата» — частная некоммерческая арт-галерея современного искусства в Ростове-на-Дону.

## История
Частная галерея «Вата» была создана в Ростове-на-Дону в 2009 году Элладой Алексеевой и Александром Дороховым при содействии Сергея Сапожникова. Располагалась галерея в частном  домовладении на улице Красных Зорь.
Галерея открылась 19 декабря 2009 года проектом Сергея Сапожникова «Моя бабушка снимает лучше». Создатели галереи подчёркивали, что «Вата» не имеет официального статуса и является некоммерческим предприятием.
В августе 2010 года при галерее «Вата» открылась первая на Юге России библиотека современного искусства. Инициатором создания библиотеки выступил Сергей Сапожников.
Галерея «Вата» просуществовала чуть более одного года, но при этом оставила весьма яркий след в истории художественной сцены Ростова-на-Дону.

## Избранные выставки
- 2010 — «Живопись». Альберт Погорелкин.[7]
- 2010 — «Слепые. Disconnect». Группа «Мир»[8][9][10]. Премьера фильма Руфата Гасанова «O, Sortie!».
- 2010 — «Out of focus». Михаил Малышев.
- 2010 — «ВиноВатаЯ». Наталья Дурицкая[11][12].
- 2010 — «Здесь был Вова». Наталья Дурицкая, Сергей Сапожников[13][14].
- 2010 — «Объекты, конструкции, звуки». Эдуард «Papa Srapa» Срапионов.[14]
- 2010 — «Aksinin Excessus» (Памяти Александра Аксинина 3 мая 1985)[15].
- 2010 — «Поля Цвета». Александр «Китаец» Селиванов.[16]
- 2010 — «Поймёт не каждый, но искусствоведы, я думаю, оценят». Олег Устинов.
- 2010 — «97 см». Эдуард «Papa Srapa» Срапионов.[14]
- 2010 — «Авторская фотография без названия». Сергей Сапожников.[14].
- 2010 — «Видите ли, город». Вивиан дель Рио[3][17].
- 2010 — «Я-Ма». Алексей Хамов.[18]
- 2009 — «Моя бабушка снимает лучше». Сергей Сапожников[19].

## Фильмография
- 2010 — «O, Sortie!», док. фильм. Режиссёр Руфат Гасанов. Студия ВГИК[20][21].

## Цитаты
- «Кстати, о названии: это не дань политической конъюнктуре и точно не стёб над определёнными кругами российских граждан. Это слово пришло само, у меня даже других вариантов не было, плюс абсолютно белое помещение и совершенно неизящное слово наводило именно на этот образ. Тогда казалось, что это прикольно. Чёткой концепции развития проекта не существовало, хотелось свободы и гибкости»[1] — Эллада Алексеева, 2016.

## Интересные факты
- Благодаря попавшей в интернет видеозаписи потасовки, случившейся на первой выставке галереи (Сергей Сапожников, «Моя бабушка снимает лучше», декабрь 2009 года), название этой выставки стало крылатой фразой, пополнившей профессиональный сленг молодых российских фотографов[22]. А московский искусствовед Ирина Толкачева даже назвала в 2011 году так свою лекцию о «непрофессиональной» фотографии[23].